# 딩기르

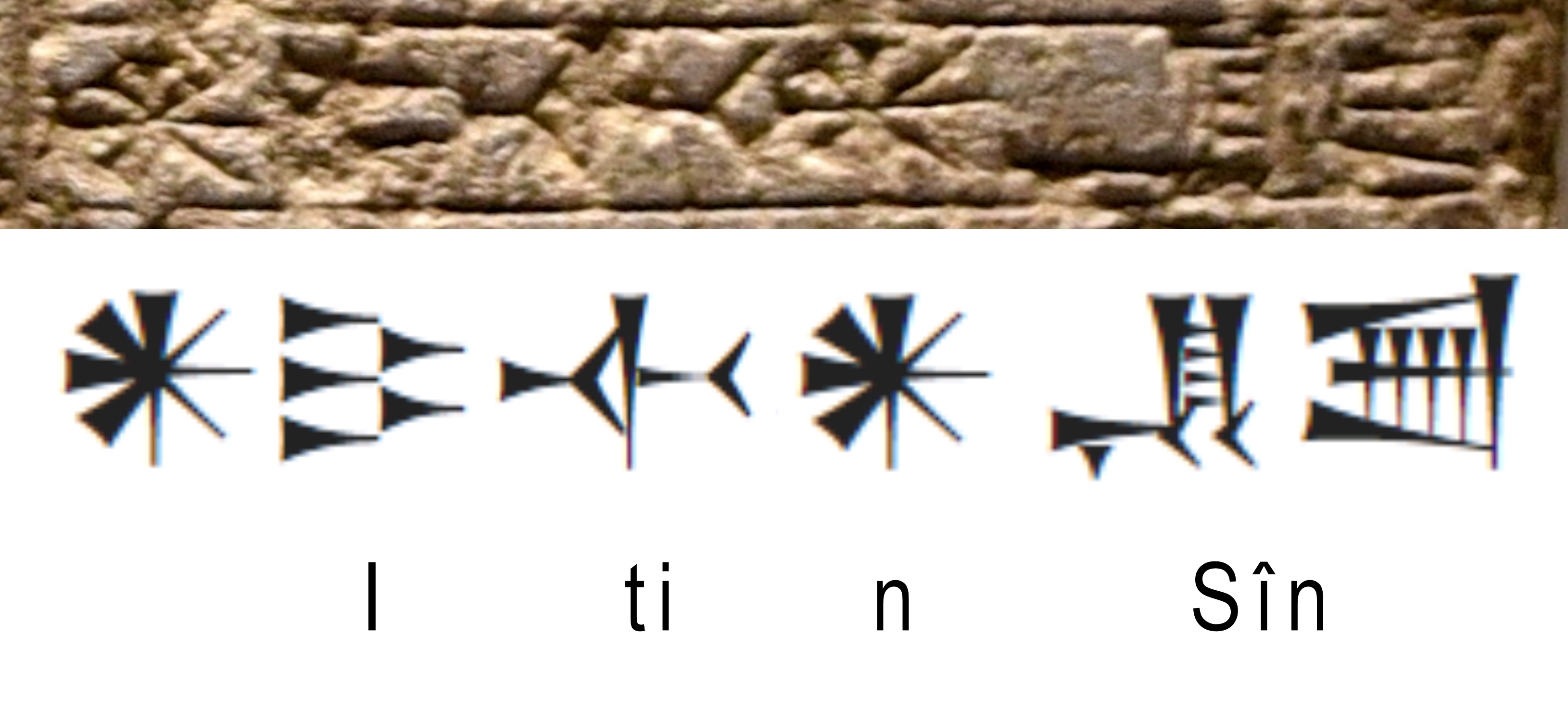

딩기르는 쐐기꼴의 설형문자이다. 가장 일반적으로 알려진 뜻은 신적 존재 혹은 신의 의미를 가지고 있지만 그것은 발음되지는 않고 통상적으로 (예: DInanna)처럼 어깨 첨자로 표시하며 일반적으로 딘기르는 신 또는 여신으로 번역될 수 있다.
수메르의 설형문자 딩기르(DINGIR, DIGIR, )는 수메르 단어인 '하늘' 또는 '천국'을 나타내거나 혹은 수메르 판테온 최고 신성인 An의 표의문자이기도 하다.
아시리아 설형문자에서 딩기르(AN, DINGIR, )는 신의 표의문자이기도 하며 또는 An이나 il의 음절을 나타내는 문자이다. 히타이트 철자법으로 음절표시의 뜻은 다시 An이다.
수메르인들에게 신성의 개념이란 하늘과 가까이 연결되어있고 하늘을 상징하는 설형문자의 다양한 기호가 별 모양으로 표시된다. 고대 사회에서 신의 개념은 '밝은' 또는 '번쩍이는' 하늘의 현현으로 보았다. 튀르크어로 '하늘' 또는 '하늘신'인 텡그리는 수메르인들의 딩기르와 연결시키는 것이 가능하다고 제안되었다.

## 같이 보기
- 메소포타미아 신화
- 아눈나키